# Bergwerk Almadén

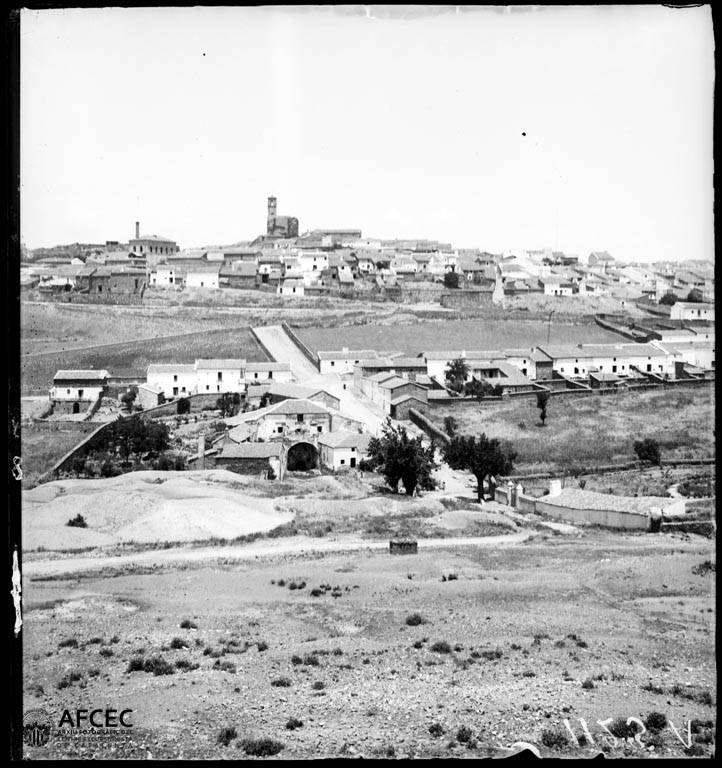
Almadén um 1880

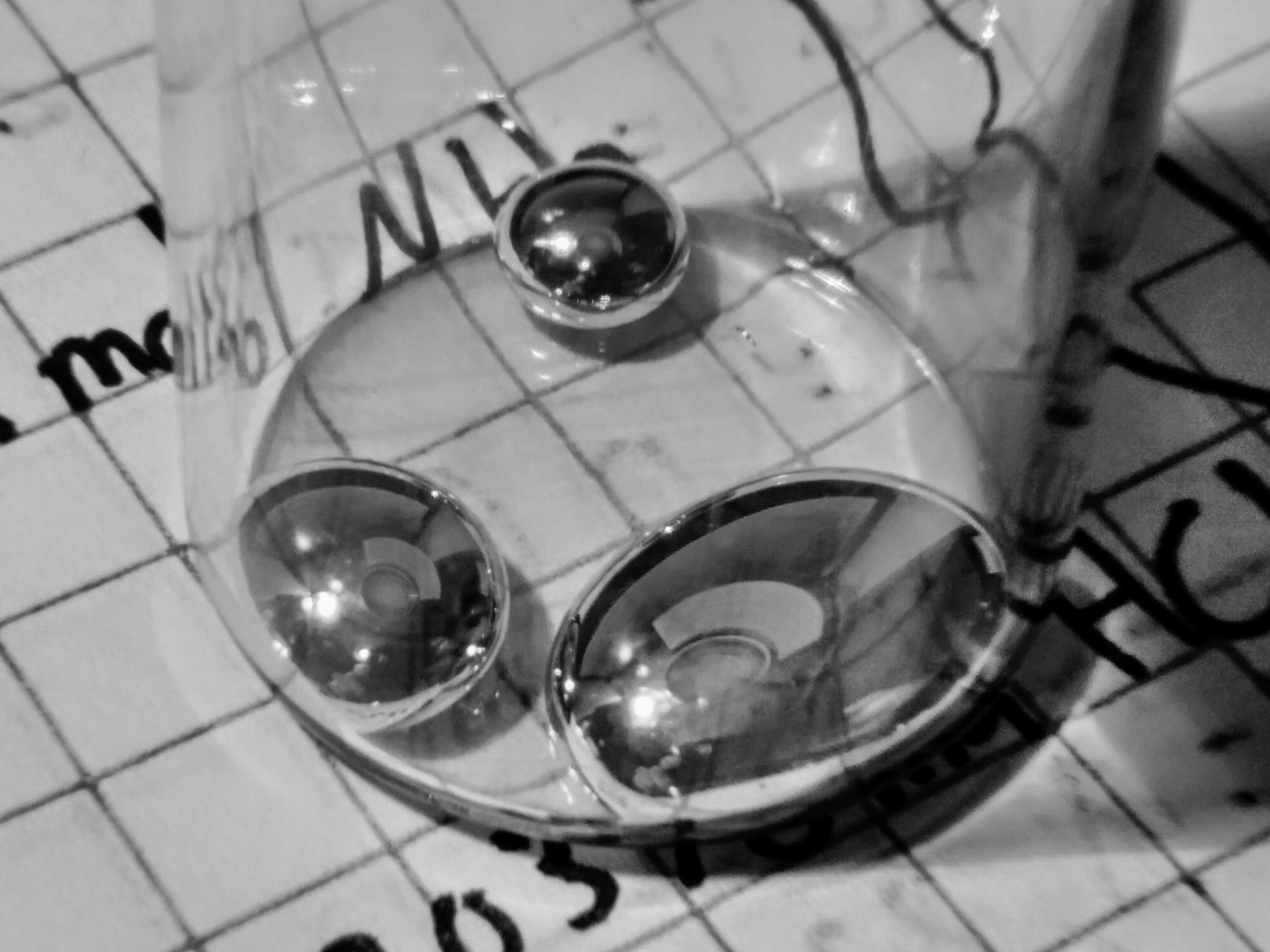
Quecksilbertropfen

Das Bergwerk Almadén in Almadén, einer Stadt in der Provinz Ciudad Real der spanischen Autonomen Region Kastilien-La Mancha, war über 2000 Jahre lang eine der wichtigsten europäischen Abbaustätten für Zinnober, ein Mineral, aus dem durch Rösten Quecksilber gewonnen wurde. Die Lagerstätte von Almadén gehört zu den größten Zinnobervorkommen weltweit. Es wird geschätzt, dass über 250.000 Tonnen Quecksilber in Almadén gewonnen wurden. Im Jahr 2003 wurde das Bergwerk stillgelegt und zu einem Besucherbergwerk, dem Parque Minero de Almadén, umgewandelt, das 2008 eröffnet wurde. Im Jahr 2012 wurde das Bergwerk Almadén einschließlich dazugehörender Bauten in der Altstadt zusammen mit dem slowenischen Bergwerk Idrija als Welterbestätten der Quecksilbergewinnung („Heritage of Mercury. Almadén and Idrija“) in die Liste des UNESCO-Welterbes aufgenommen.

## Geologie
Im Handbuch der Metallhüttenkunde von 1904 findet sich zu Almadén folgender Eintrag:

„Zu Almaden, am Nordabhange der Sierra Morena, zwischen Badajoz und Ciudad Real findet sich der Zinnober zusammen mit Gediegen Quecksilber in einem 16 km langen und 10 km breiten District in silurischen und devonischen Schichten, welche aus Schiefern, Quarziten und Sandsteinen und in geringer Menge auch Kalksteinen bestehen, und zwar in drei nahezu senkrecht stehenden tafelförmigen Massen von gegen 183 m Länge und 3,7 bis 7,6 m Mächtigkeit. In diesen Massen kommt er sowohl eingesprengt als auch in Trümmern vor. Der Quecksilbergehalt der einzelnen Erzsorten geht von 0,75 bis 25,05 %. Im Durchschnitt soll er 8–9 % betragen.“

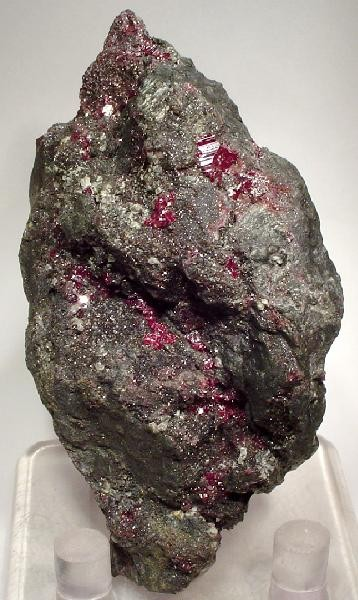
Zinnober aus Almadén
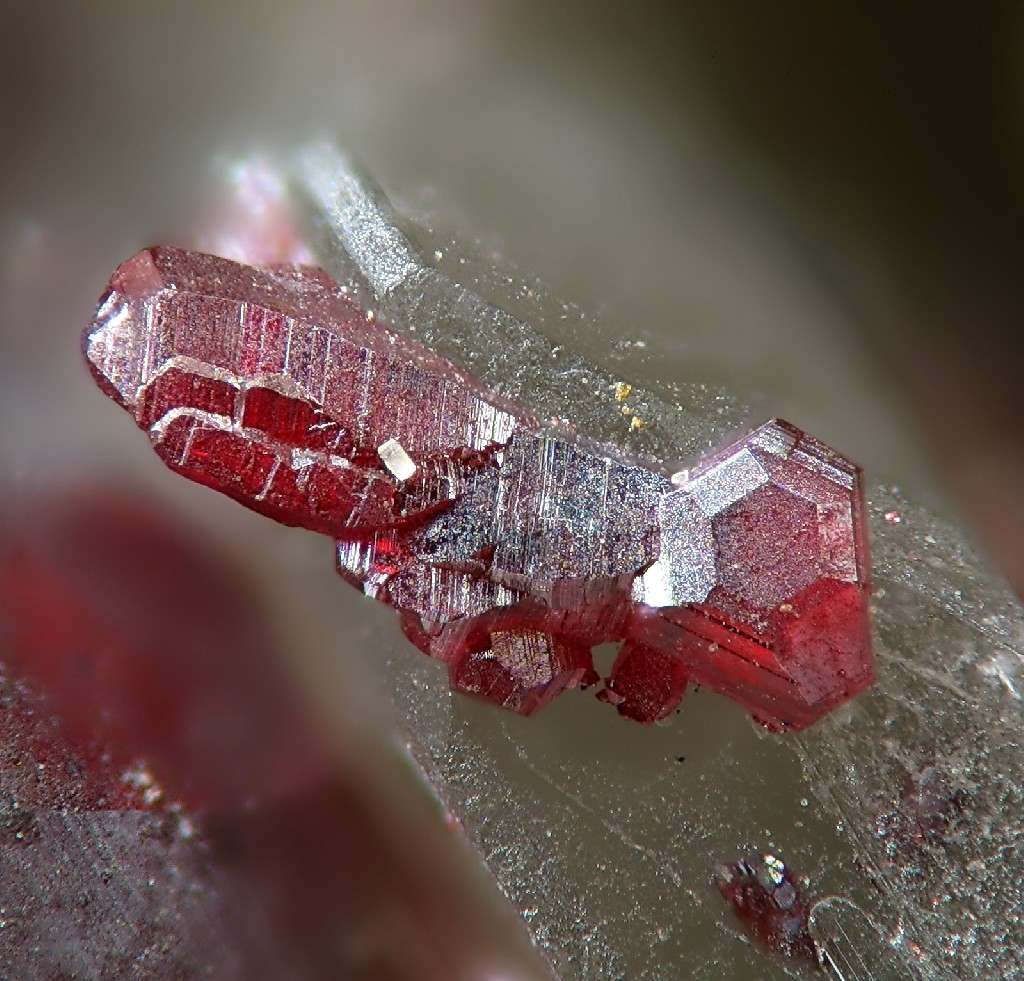
Zinnober mit Quecksilber aus Almadén
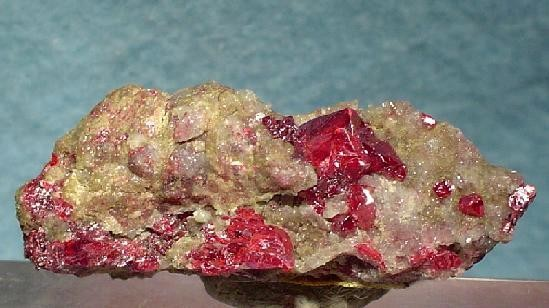
Zinnober aus Almadén

## Geschichte
Bereits im 3. Jahrhundert vor Christus wurden die Erze von Almadén abgebaut. Seit der Antike fand Zinnoberrot als Farbpigment in der Malerei Verwendung. Der keltische Name von Almadén, Sisapo oder Sislone, bedeutet Höhle, aus der man Metalle gewinnt. In römischer Zeit muss Almadén eine gewisse Bedeutung gehabt haben, da hier Münzen geprägt wurden, wie Funde von Kupfermünzen mit der Inschrift SAESAPO belegen. Auch unter der maurischen Herrschaft wurde der Bergbau weitergeführt. Quecksilber wurde für medizinische Zwecke benötigt und spielte für die Alchemie eine wichtige Rolle. Außerdem wurde es zum Gerben von Leder genutzt. Der arabische Geschichtsschreiber und Geograph al-Idrisi berichtet von der Ausbeutung der Lagerstätten in maurischer Zeit. Dabei seien bis zu 1000 Bergleute beschäftigt gewesen und es soll eine Tiefe von über 420 Metern erreicht worden sein. Der heutige Name Almadén geht auf die Mauren zurück und leitet sich von hins al madin (Mine, Mineral) ab. Auch der alte spanische Name für Quecksilber azogue stammt aus dem Arabischen.
Nach der Reconquista, der christlichen Rückeroberung von Almadén in der Mitte des 13. Jahrhunderts, gelangte die Lagerstätte in den Besitz des Calatravaordens, der sie verpachtete. 1487 bestimmte eine päpstliche Bulle den spanischen König Ferdinand den Katholischen zum Großmeister des Ordens und unterstellte somit den Orden der spanischen Krone, die von nun an über dessen Güter verfügte. Als Gegenleistung für die Finanzierung seiner Wahl zum römisch-deutschen Kaiser im Jahr 1519 übertrug Karl V. dem Augsburger Kaufmann und Bankier Anton Fugger die Pacht der Bergwerke von Almadén. Über einen Zeitraum von 120 Jahren, bis in die Mitte des 17. Jahrhunderts, blieb der Zinnoberabbau in der Hand der Familie Fugger, die verschiedene technische Neuerungen wie den Flammofen einführte. Für die Verwaltung der Bergwerke und der dazugehörenden Ländereien richteten die Fugger im rund 120 Kilometer entfernten Almagro in dem noch heute nach ihnen benannten Gebäude Almacén de los Fúcares eine Faktorei ein.
Nach den spanischen und portugiesischen Seefahrten in die sogenannte Neue Welt und der Entdeckung der dortigen Gold- und Silbervorkommen stieg der Bedarf an Quecksilber. Um die Edelmetalle aus dem Gestein zu lösen, wurde Quecksilber eingesetzt. Der größte Teil des Quecksilbers wurde über Sevilla in die amerikanischen Kolonien transportiert, hierfür wurden eigene Schiffe gebaut. Die gefährliche und gesundheitsschädliche Arbeit im Bergwerk mussten Sklaven und Häftlinge (forzados) verrichten, die statt zur Galeere zur Bergwerksarbeit verurteilt wurden. Meist erlebten sie das Ende ihrer Strafe nicht. 1799 wurde die Zwangsarbeit in den Bergwerken aufgehoben.
Im 17. Jahrhundert ging der Zinnoberabbau zurück, die erschlossenen Vorkommen waren weitgehend abgebaut. Im Jahr 1755 kam es in der Mina del Castillo zu einem verheerenden Brand, der über zwei Jahre wütete und bei dem viele Menschen starben. Im 18. Jahrhundert wurden die Anlagen modernisiert, mehrere Direktoren wurden hierzu aus der 1765 in Sachsen gegründeten Bergakademie Freiberg nach Almadén berufen.
Von 1835 bis 1921 gehörten die Erzgruben der Familie Rothschild, anschließend wurden sie verstaatlicht. Derzeit untersteht das Bergwerk, das in den Zeiten seiner größten Aktivität bis zu 2000 Mitarbeiter beschäftigte, der 1982 gegründeten staatlichen Bergbaugesellschaft MAYASA (Minas de Almadén y Arrayanes).
Im Jahr 2003 wurde der Zinnoberabbau in Almadén aufgrund der stark zurückgegangenen Nachfrage nach Quecksilber, dessen Verwendung wegen seiner gesundheitsschädlichen Wirkung erheblich eingeschränkt und in verschiedenen Ländern verboten wurde, eingestellt.

## Umweltsanierung
Nach der Stilllegung des Bergwerkes mussten auf einer Fläche von fast zehn Hektar 3,5 Millionen Tonnen hochgiftigen Abfalls entsorgt werden. Für die Umwandlung in ein Naturschutzgebiet und Bergbaumuseum wurden aus dem Europäischen Fonds für regionale Entwicklung über 1,4 Millionen Euro investiert.

## Grubengebäude und Tagesanlagen

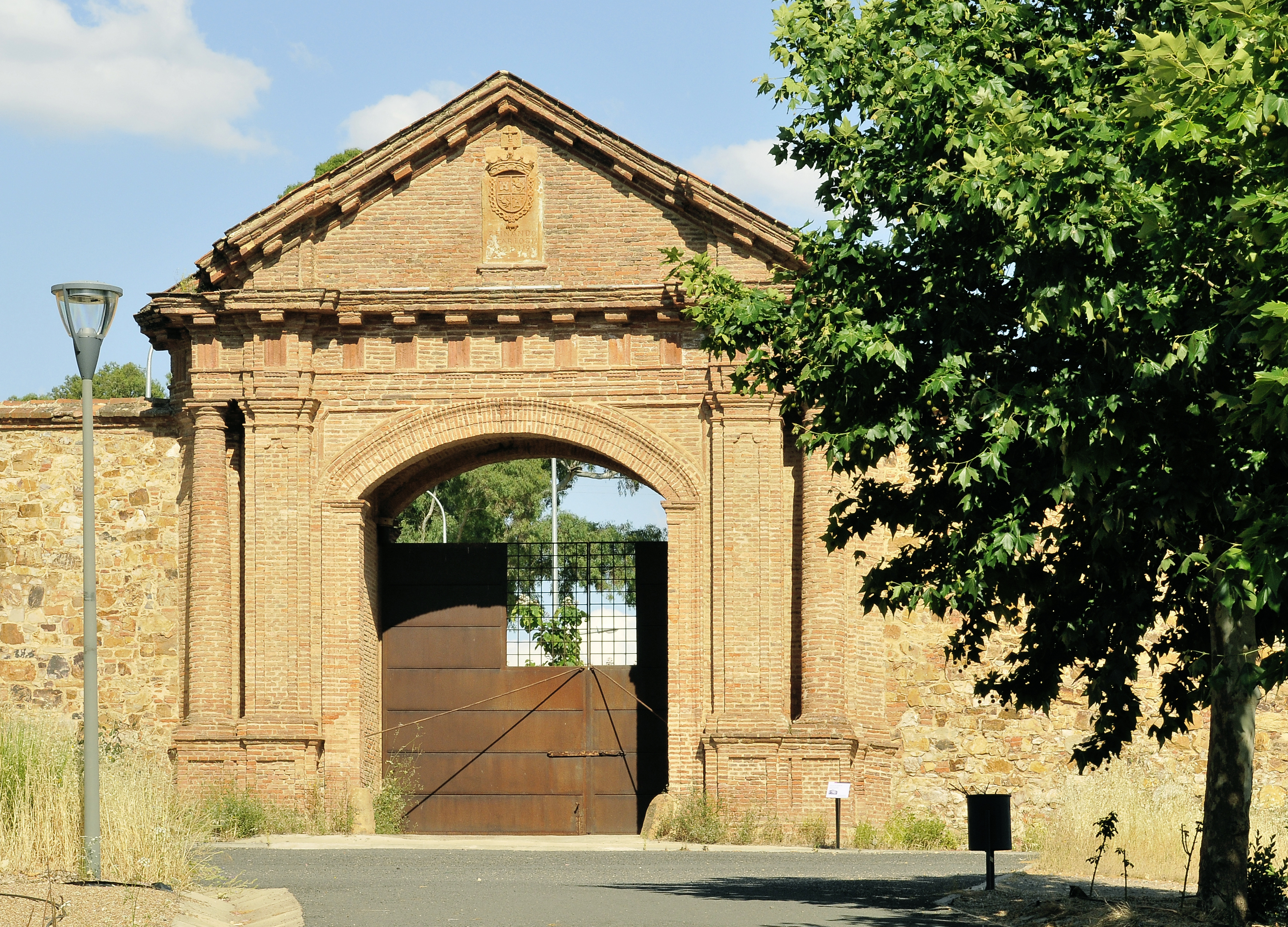
Tor Karls IV.

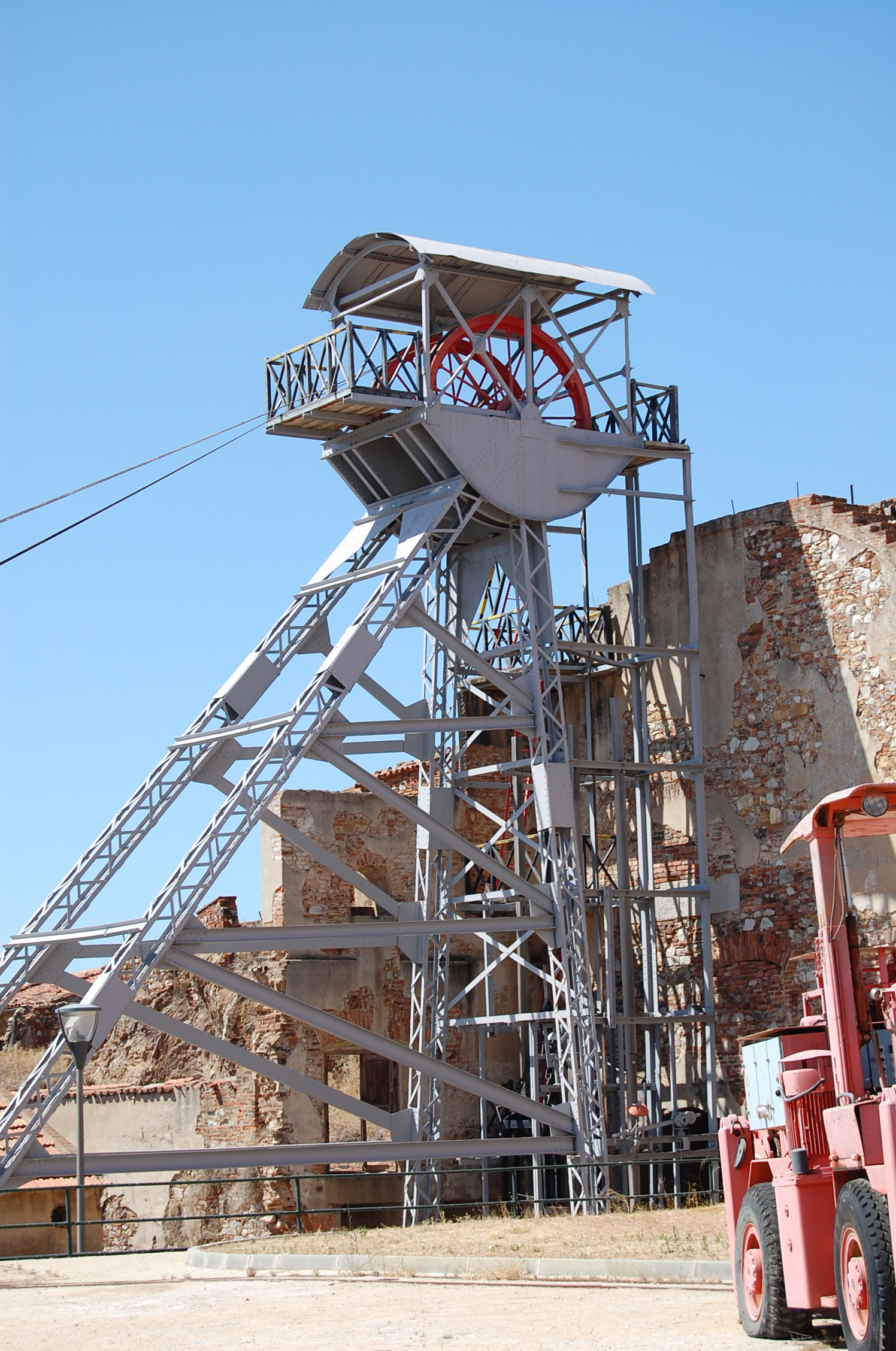
Fördergerüst des San-Aquilino-Schachtes

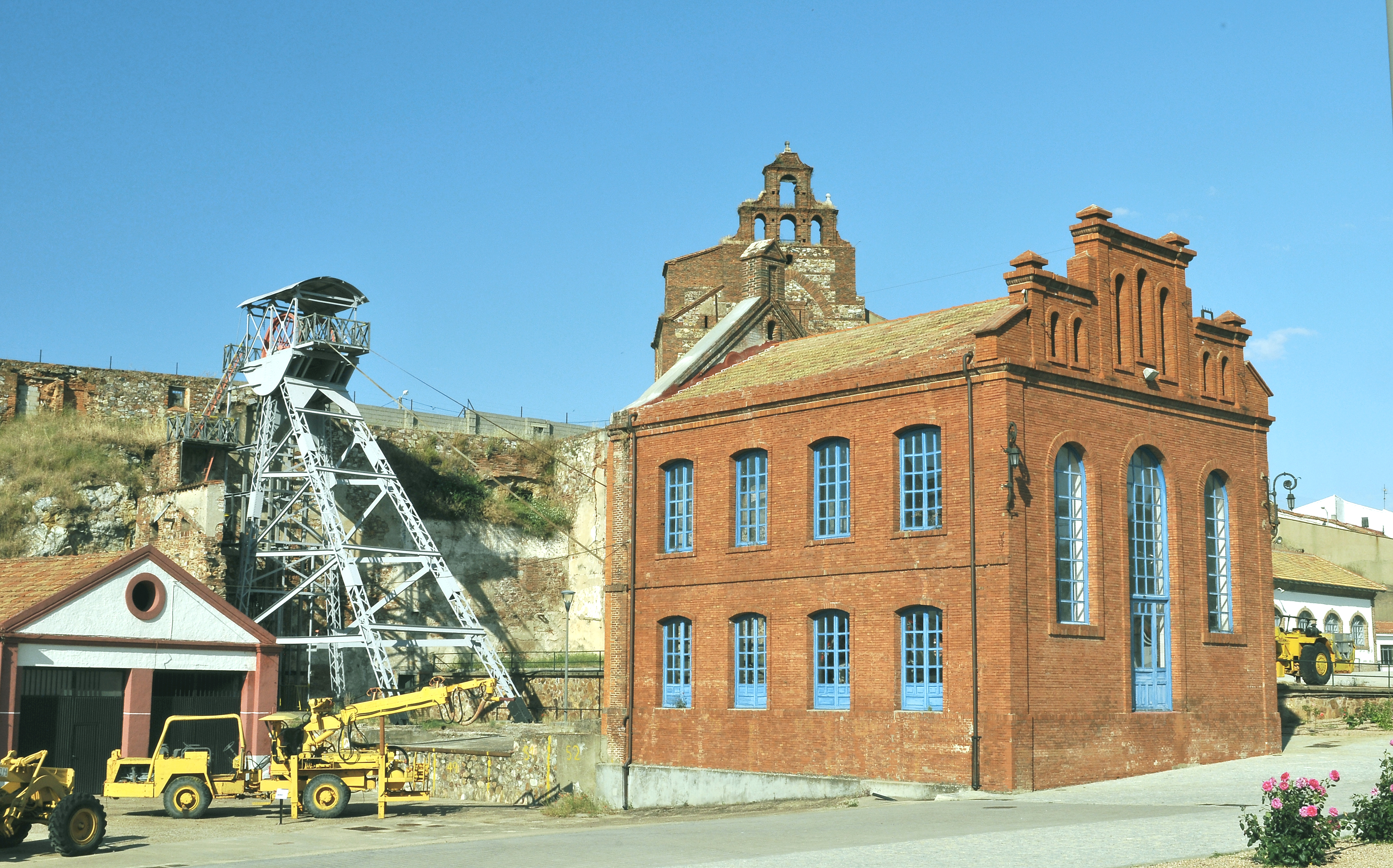
Maschinenhaus des San-Aquilino-Schachtes

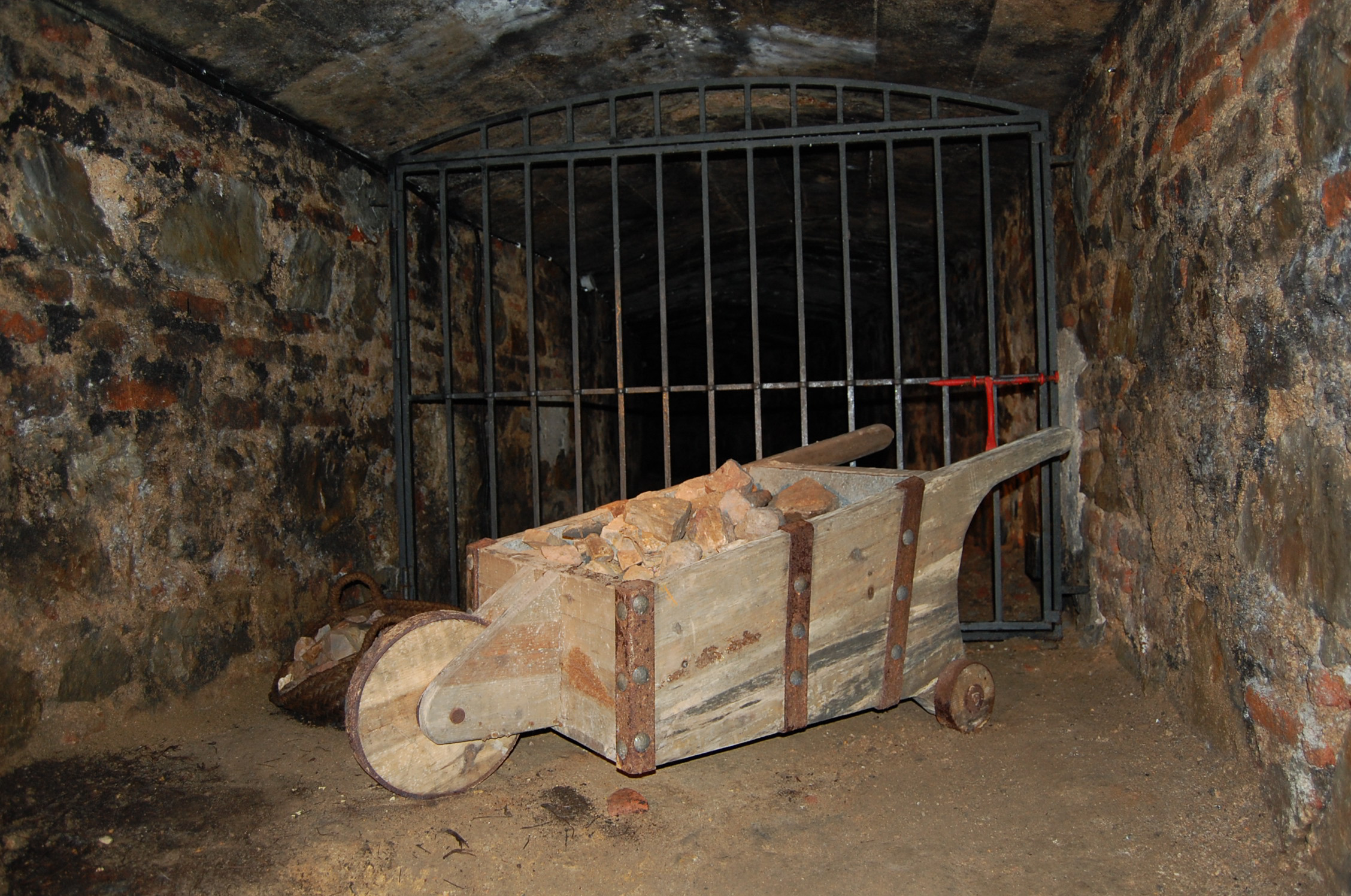
Schubkarren unter Tage

Die Abbaustätte von Almadén wird von mehreren Kilometern Strecken (Gänge) durchzogen und erreicht über 23 Sohlen (Höhenniveaus) eine Teufe (Tiefe) von 716 Metern. Der älteste Teil der Anlage mit fünf Sohlen und einer Teufe von 170 Metern, der als Mina Fúcar (Fuggermine) bezeichnet wird, wurde vermutlich bereits von den Römern ausgebeutet und nach dem Brand im Jahr 1755 aufgegeben. Im Lauf seiner Geschichte wurden verschiedene Schächte, Strecken und Stollen, die zur Fahrung (Beförderung der Bergarbeiter), Bewetterung (Belüftung) und Erzförderung notwendig waren, angelegt. Die Anlage ist in zwei ummauerte Bereiche unterteilt, das Areal Cerco de San Teodoro, auf dem sich – mit Ausnahme des Schachts San Joaquín – die Förderschächte befinden, und das Areal Cerco de Buitrones, auf dem die Weiterverarbeitung stattfindet.

### Schacht San Aquilino
Der Schacht San Aquilino, der älteste Schacht, wurde vor 1543 in Betrieb genommen. Er weist 14 Sohlen und eine Teufe von 378 Metern auf. Das Maschinenhaus des Schachts wurde zwischen 1907 und 1910 für die elektrische Fördermaschine errichtet, welche die Dampfmaschine aus dem Jahr 1874 ersetzte. Das Fördergerüst stammt ebenfalls aus dem frühen 20. Jahrhundert.

### Schacht San Teodoro
Der Schacht San Teodoro liegt wenige Meter neben dem Schacht San Aquilino. Er wurde im 18. Jahrhundert angelegt und war bis zur Inbetriebnahme des Schachtes San Joaquín auf dem Gelände Cerco de Buitrones im Jahr 1975 der wichtigste Förderschacht. Der Schacht wurde mehrfach verändert, sein heutiges Aussehen geht auf die Modernisierung im Jahr 1962 zurück. Im Schacht ist ein Pferdegöpel aus der Mitte des 18. Jahrhunderts und ein metallener Göpel, der mit der Elektrifizierung im Jahr 1920 eingeführt wurde, erhalten. Mit der  Koepe-Scheibe konnte bis zu einer Teufe von 522 Metern gefördert wurde. Im Schacht San Teodoro wurde die erste Dampfmaschine für die Grubenentwässerung in Spanien eingesetzt.

### Schacht San Andrés
Im Schacht San Andrés, in 50 Meter Teufe, wurde in einem 13 Meter hohen Kuppelsaal ein Göpel rekonstruiert. Mit diesem Göpel wurde das abgebaute Zinnobererz aus einer Teufe von bis zu 700 Metern gefördert. Der Schacht wurde um 1700 nach der Entdeckung der Mina del Castillo im Jahr 1697 angelegt.

### Schacht San Joaquín
Der Schacht San Joaquín wurde 1960 in Betrieb genommen und 1975 modernisiert. Er ist der einzige Schacht, der sich auf dem Gelände Cerco de Buitrones befindet. Der Schacht erreicht eine Teufe von 700 Meter. Neben dem Schacht steht das Maschinenhaus.

### Röstöfen
Der Bustamente- oder Aludelofen wurde in der Mitte des 17. Jahrhunderts durch Juan Alonso de Bustamante in Almadén eingeführt. In diesen Öfen wird das im Röstprozeß entstehende gasförmige Quecksilber sublimiert. Heute sind noch zwei dieser Öfen (Hornos de Aludeles o Bustamante) auf dem Gelände Cerco de Buitrones erhalten, das von einer Mauer umgeben ist. Auf das Gelände führt ein nach dem spanischen König Karl IV. benanntes Tor (Puerta de Carlos IV), das 1795 errichtet wurde. Ein weiteres Tor, das Tor der Karren (Puerta de carros), stammt aus dem 17. Jahrhundert. Hier beginnt die historische Quecksilberstraße Camino Real del Azogue, die nach Sevilla führt.

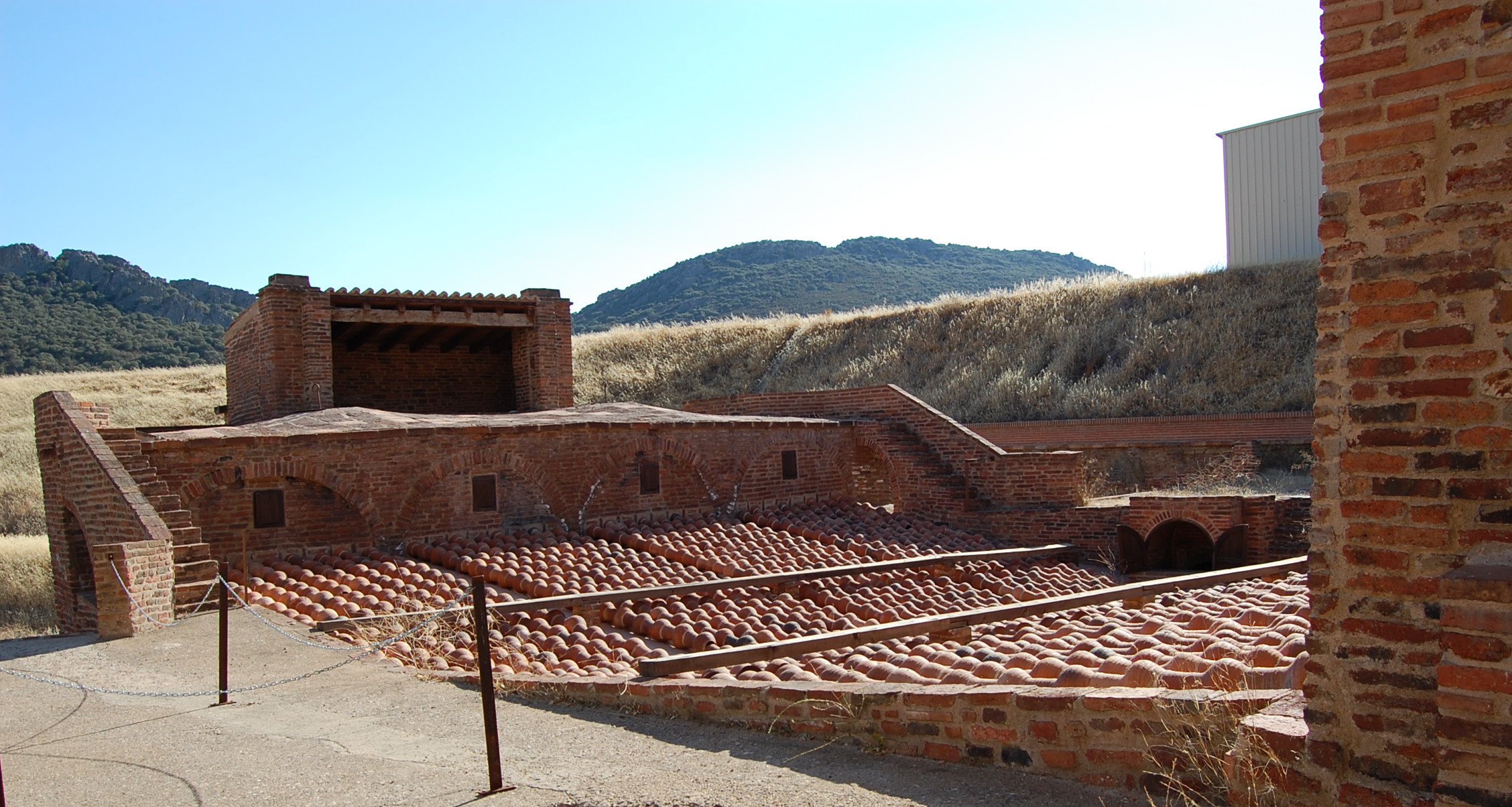
Bustamente- oder Aludelofen
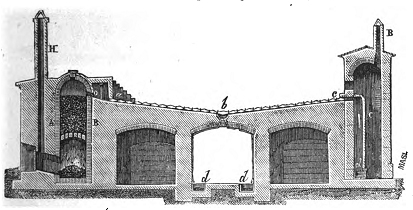
Schnitt durch einen Röstofen (1838)

Im Nordosten des Cerco de Buitrones stehen vier weitere Öfen (Hornos Pacific-Herreschof), die von 1954 bis 2003 in Betrieb waren.
Von dem Cermax-Spirek-Ofen (Horno Cermak Spirek) ist nur noch der Schlot erhalten.

### Ziegelei
Der Brennofen für Ziegel (Horno de Tejeras) wurde vermutlich im 17. Jahrhundert gebaut und war bis in der ersten Hälfte des 20. Jahrhunderts in Betrieb. Auf dem Gelände Cerco de Buitrones gab es mehrere dieser Öfen. Hier wurden die Ziegel und Aludel gebrannt, die man in großer Zahl für die Röstöfen benötigte. Der Ton kam aus Tongruben in der Umgebung von Almadén.

## Weitere Bauten
Die Welterbestätte des Bergwerks Almadén umfasst weitere Bauten in der Altstadt und der Umgebung wie die Pfarrkirchen San Sebastián und Nuestra Señora de la Estrella, beide aus dem 18. Jahrhundert.

### Bergwerksmuseum
In der ehemaligen Kompressorenhalle ist das Bergwerksmuseum eingerichtet.

### Museo del Mercurio
Das Museo del Mercurio (Quecksilbermuseum) ist in einem Gebäude aus dem Jahr 1941 untergebracht, das als Lagerraum für Quecksilber diente. Die Räume im Erdgeschoss sind der Geologie und der Paläontologie der Region gewidmet. Außerdem wird die Geschichte des Quecksilbers, seine Gewinnung und Verarbeitung, präsentiert. Man sieht die Räume, in denen es gewogen und verpackt wurde. Im Untergeschoss wird die Geschichte der Mine sowie der Transport des Quecksilbers nach Amerika dargestellt.

### Bergarbeiterkrankenhaus Sankt Raphael

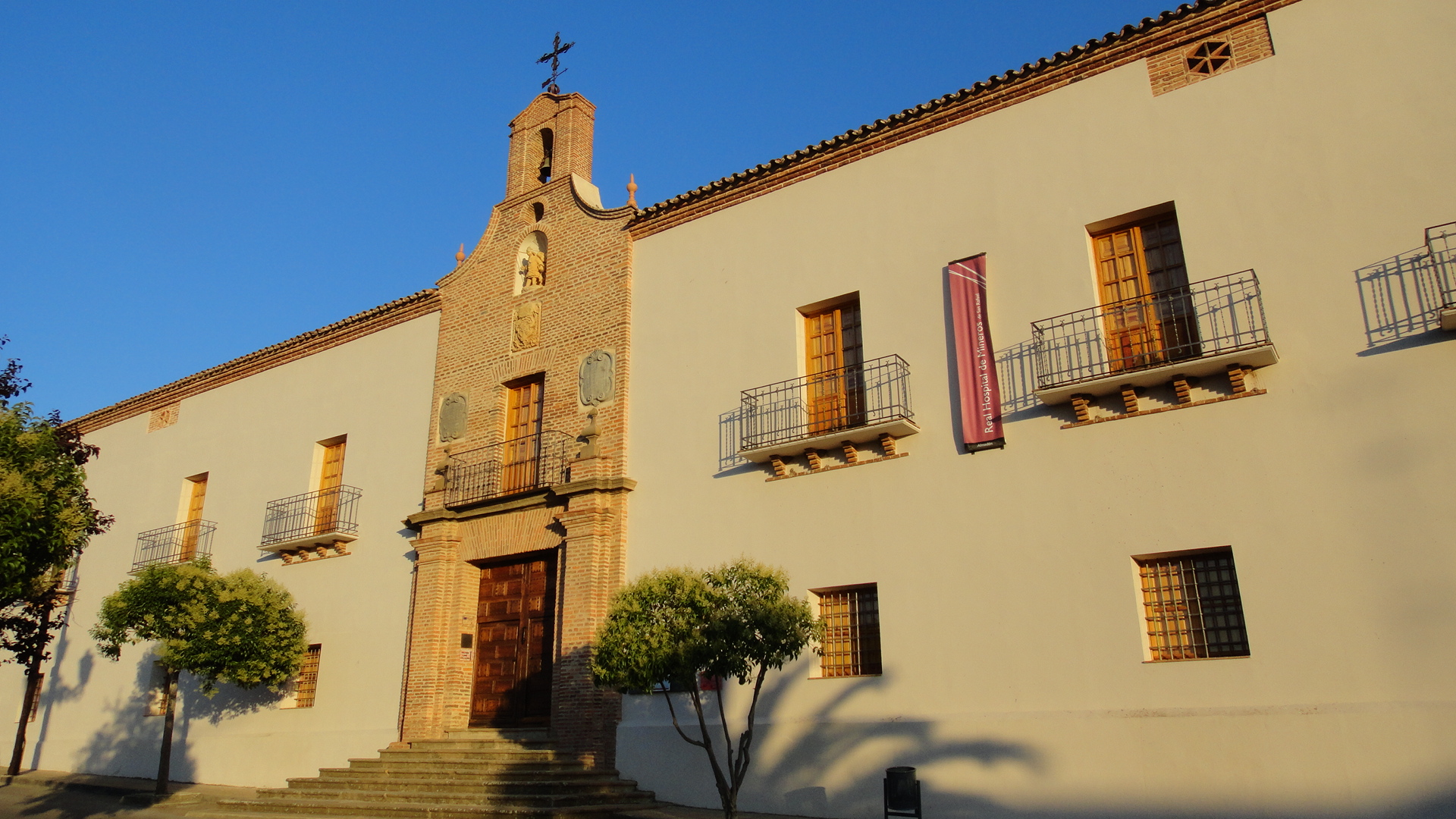
Ehemaliges Bergarbeiterkrankenhaus

Das Königliche Bergarbeiterkrankenhaus Sankt Raphael (Real Hospital de Mineros de San Rafael) wurde zwischen 1755 und 1773 errichtet. Es ersetzte ein früheres Krankenhaus, das für die vielen an Quecksilbervergiftung erkrankten Bergleute zu klein geworden war. Bis 1975 wurde das Hospital de Mineros als Krankenhaus genutzt. Heute beherbergt es das Archiv der Mine, teilweise ist es als Museum eingerichtet und es gibt Räume für Ausstellungen.

### Academia de Minas
Im Jahr 1777 wurde auf königlichen Beschluss Karls III. in Almadén die Academia de Minas gegründet, eine Bergakademie nach dem Freiberger Vorbild, deren erste Direktoren Heinrich Christoph Störr, Johann Martin Hoppensack und Johann Friedrich Mayer aus Deutschland kamen. Die Schule besteht unter dem Namen Escuela de Ingeniería Minera e Industrial de Almadén bis heute. 1985 wurde sie in die Universität Kastilien-La Mancha integriert. Das heutige Gebäude wurde in den 1970er Jahren auf den Ruinen des ehemaligen Gefängnisses errichtet.

### Bergarbeitergefängnis
Die dem Erzengel Michael geweihte Kapelle San Miguel ist der einzige Rest des alten Bergarbeitergefängnisses aus dem 17. Jahrhundert. Da der sonntägliche Kirchgang den Gefangenen eine Möglichkeit zur Flucht bot, wurde im Jahr 1645 innerhalb des Gefängnisses eine eigene Kapelle errichtet. Das alte Gefängnis wurde bis 1795 genutzt. Bereits im Jahr 1754 wurde als Erweiterung des alten Gefängnisses der Königliche Kerker der Zwangsarbeiter (Real Cárcel de Forzados) errichtet. Das Gebäude war durch einen 450 Meter langen unterirdischen Gang mit dem Bergwerk verbunden. Nach der Abschaffung der Zwangsarbeit im Bergwerk im Jahr 1799 diente das Gebäude im 19. Jahrhundert als Provinzgefängnis. Von 1939 bis 1941 wurde es als Konzentrationslager genutzt und danach bis zu seinem Abbruch im Jahr 1969 als Getreidesilo. Unter dem heutigen Gebäude der Escuela de Ingeniería Minera e Industrial de Almadén sind von dem ehemaligen Gefängnis noch einige Mauerreste erhalten.

### Stierkampfarena

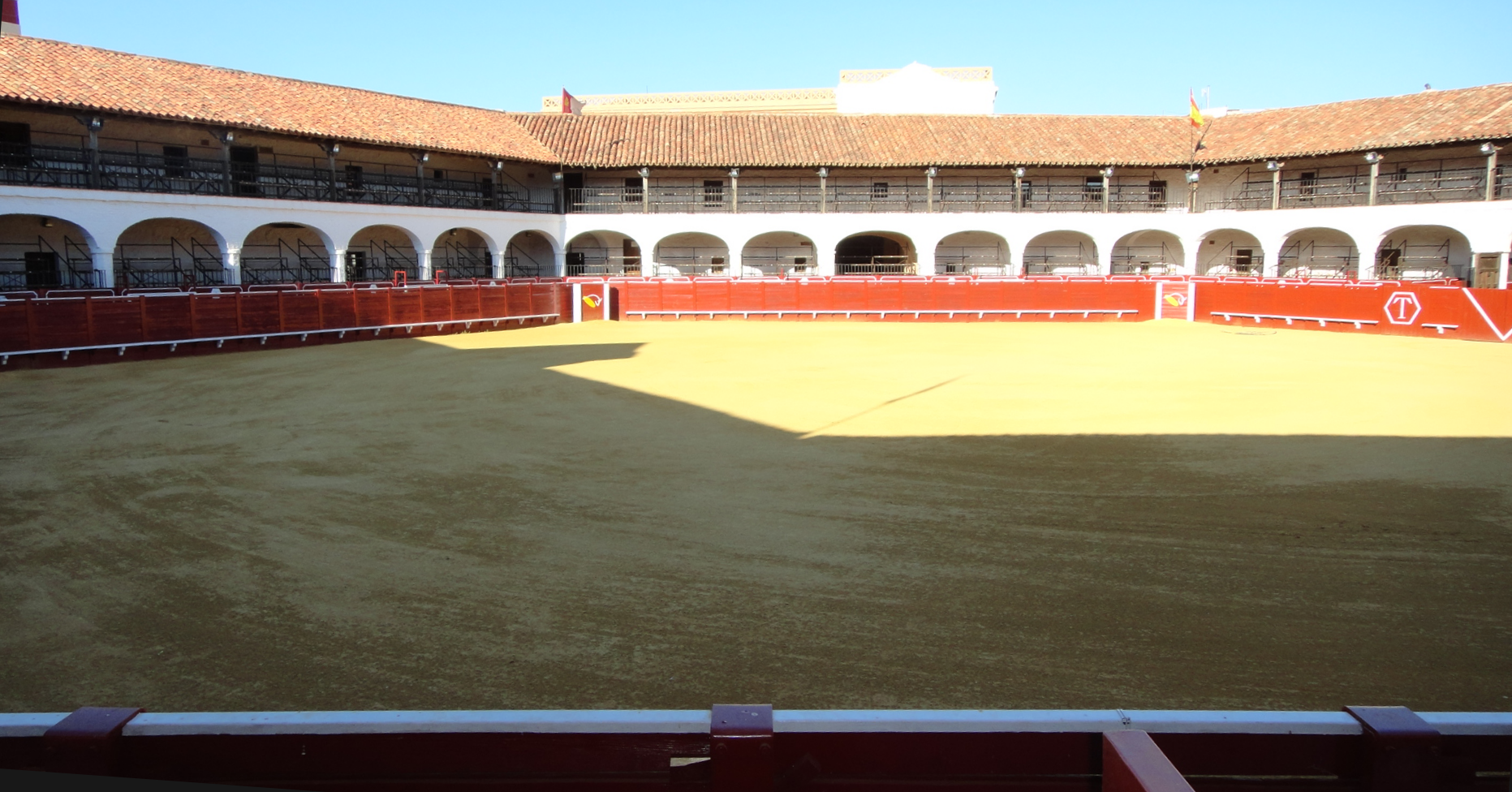
Stierkampfarena

Die Stierkampfarena wurde zwischen 1752 und 1765 errichtet. Die Arena umfasst ein sechseckiges Areal mit 24 Wohnungen, die für die Unterbringung einer zunehmenden Zahl von Bergarbeitern benötigt wurden. Die Einnahmen aus den Stierkämpfen sollten den Bau des Bergarbeiterkrankenhauses mitfinanzieren.

### Castillo de Retamar
Die Burg Castillo de Retamar wurde zur Zeit der maurischen Herrschaft zum Schutz der Abbaustätte errichtet. Im Jahr 1467, als es im Besitz des Calatravaordens war, wurde es befestigt und ausgebaut. Heute sind nur noch wenige Mauern und ein im 18. Jahrhundert über der Westfassade errichteter Turm von der einstigen Burg erhalten.

### Haus der Inquisition
Das Haus der Inquisition (Casa de la Inquisición oder Casa de los Fúcares) wurde Ende des 15. Jahrhunderts für den Dominikanerorden errichtet. Es wurde später von den Verwaltern der Familie Fugger bewohnt, die von 1525 bis 1649 die Pacht für den Quecksilberabbau innehatten. Auf dem Türsturz des Portals ist ein Wappen mit einem Palmwedel und einem Schwert zu sehen, die beiden Hunde daneben sind eine Anspielung auf die Dominikaner, die domini canes (Hunde des Herrn).

### Gebäude der Minenverwaltung
Vom Königlichen Palast der Minenverwaltung (Real Palacio de la Superintendencia) aus dem 18. Jahrhundert ist nur noch die Fassade mit dem Portal erhalten. In dem Palast waren die Wohnung des Minenverwalters und Büros untergebracht. An der Stelle des Gebäudes ist heute ein Park angelegt.